# 菲尔米亚尼夫人
《菲尔米亚尼夫人》是巴尔扎克的一部小说，1832年2月首度发表于《巴黎评论》杂志，1835年由贝谢夫人出版，1839年由沙尔庞捷出版社再版，收入《巴黎生活场景》。1942年菲纳第4版《人间喜剧》中，收入《私人生活场景》。